# Južni Adalbert Range jezici
Josephstaal-Wanang jezici (južni adalbert range jezici) jedna od užih skupina madang jezika, šira transnovogvinejska porodica iz Papue Nove Gvineje. Dodavanjem druga dva jezika iz skupine kowan postaju poznati kao južni adalbert range jezici. Ima (15) predstavnika to su:
a. Josephstaal (7) Papua Nova Gvineja:
a. Osum (1): utarmbung.
b. Pomoikan (3): anam, anamgura, moresada.
c. Sikan (2): mum, sileibi.
d. Wadaginam (1): wadaginam.
b. Wanang (5) Papua Nova Gvineja:
a. Atan (2): atemble, nend.
b. Emuan (2): apali, musak.
c. Paynamar (1): paynamar.

## Vanjske poveznice
- Ethnologue (14th)
- Ethnologue (15th)